# Manuel Cobo del Rosal
Manuel Cobo del Rosal (Granada, 29 de diciembre de 1934 - Madrid, 25 de enero de 2017) fue un abogado, político y catedrático de Derecho penal español.

## Biografía
Licenciado en Derecho por la Universidad de Valladolid en 1956, se especializa en Derecho penal y, criminología y Derecho procesal penal con estudios de postgrado en las Universidades de Roma y Bonn. Es discípulo en España de su tío, Juan del Rosal. Fue catedrático de Derecho Penal en la Universidad de Valladolid, la Universidad de La Laguna y, posteriormente, de la Universidad Complutense de Madrid.
Impartió clases en la Universidad de Valladolid como profesor ayudante, hasta 1957, y en 1963 obtiene plaza de Profesor Adjunto de Derecho Penal en la Facultad de Derecho de la Universidad Complutense de Madrid. En el año 1967 obtuvo por oposición la plaza de Catedrático Numerario de Derecho Penal de la Universidad de La Laguna y en 1968 fue elegido por el Claustro de la Facultad, siendo Decano de la Facultad de Derecho de la Universidad de La Laguna. En 1976-1977 finalmente llega a convertirse en Catedrático de Derecho penal así como director de su Instituto de Criminología por la Universidad Complutense de Madrid.
Tras ejercer, por elección democrática el cargo de rector de la Universidad de Valencia 1976, pasó a ser director general de Universidades y, seguidamente, entre 1979 y 1981 fue secretario de Estado para las Universidades en el Ministerio de Educación. Bajo los Gobiernos del PSOE, y antes de la UCD entre 1982 y 1985, fue Presidente del Tribunal de Defensa de la Competencia con rango de Secretario de Estado en el Ministerio de Economía de España.
Durante su carrera, compatibilizó la cátedra universitaria con el ejercicio de la abogacía, contándose entre otros muchos casos que ha defendido, los célebres Caso Naseiro, operación Nécora o la causa seguida contra Rafael Vera y llevó la acusación en nombre de KIO, el procedimiento de mayor cuantía económica que se ha tramitado en España, consiguiendo innumerables condenas. También ha sido abogado de Monzer Al Kassar.
Es autor de numerosos manuales y tratados de Derecho penal, Criminología y Derecho procesal penal, teniendo innumerables condecoraciones españolas y extranjeras y es Comendador de la orden de las palmas académicas de Francia y diferentes doctorados honoris causa de Universidades públicas.

## Reconocimiento
El 18 de febrero de 2011 se le concedió la medalla al mérito Constitucional por decreto del Rey de España. También esta en posición de San Raimundo de Peñafort, entre otras muchas distinciones.
Cuenta con Medallas de Oro de las siguientes Universidades: Alicante, Politécnica de Madrid, Alcalá de Henares, Menéndez y Pelayo,San Marcos de Lima (Perú), Académico de ciencias penales de México, medalla de oro de la Facultad de Derecho de Granada, etc.